# Lynn Knippenborg
Lynn Knippenborg (ur. 7 stycznia 1992 r. w Winterswijku) – holenderska piłkarka ręczna, reprezentantka kraju, zawodniczka duńskiego klubu Team Tvis Holstebro, występująca na pozycji środkowej rozgrywającej.

## Sukcesy reprezentacyjne
- Mistrzostwa świata:
  -  2015
  -  2017
- Mistrzostwa Europy:
  -  2016
  -  2018
- Mistrzostwa Europy U-19:
  -  2011
- Mistrzostwa świata U-18:
  -  2010

## Sukcesy klubowe
- Mistrzostwa Holandii:
  -  2010-2011, 2011-2012, 2012-2013, 2013-2014 (SV Dalfsen)
- Puchar Holandii:
  -  2011-2012, 2012-2013, 2013-2014 (SV Dalfsen)
- Puchar Niemiec:
  -  2016-2017 (Buxtehuder SV)